# Birigüi
Birigüi város Brazíliában, São Paulo államban. Lakosainak száma 118 979 fő (2022). Birigüi Araçatuba, Bilac, Brejo Alegre, Buritama és Coroados községekkel határos.

## Népesség
A település népességének változása:
| Lakosok száma | 94 300 | 108 728 | 118 352 | 126 094 | 118 979 |
|               | 2000   | 2010    | 2015    | 2021    | 2022    |